# 블러즌 브라더스

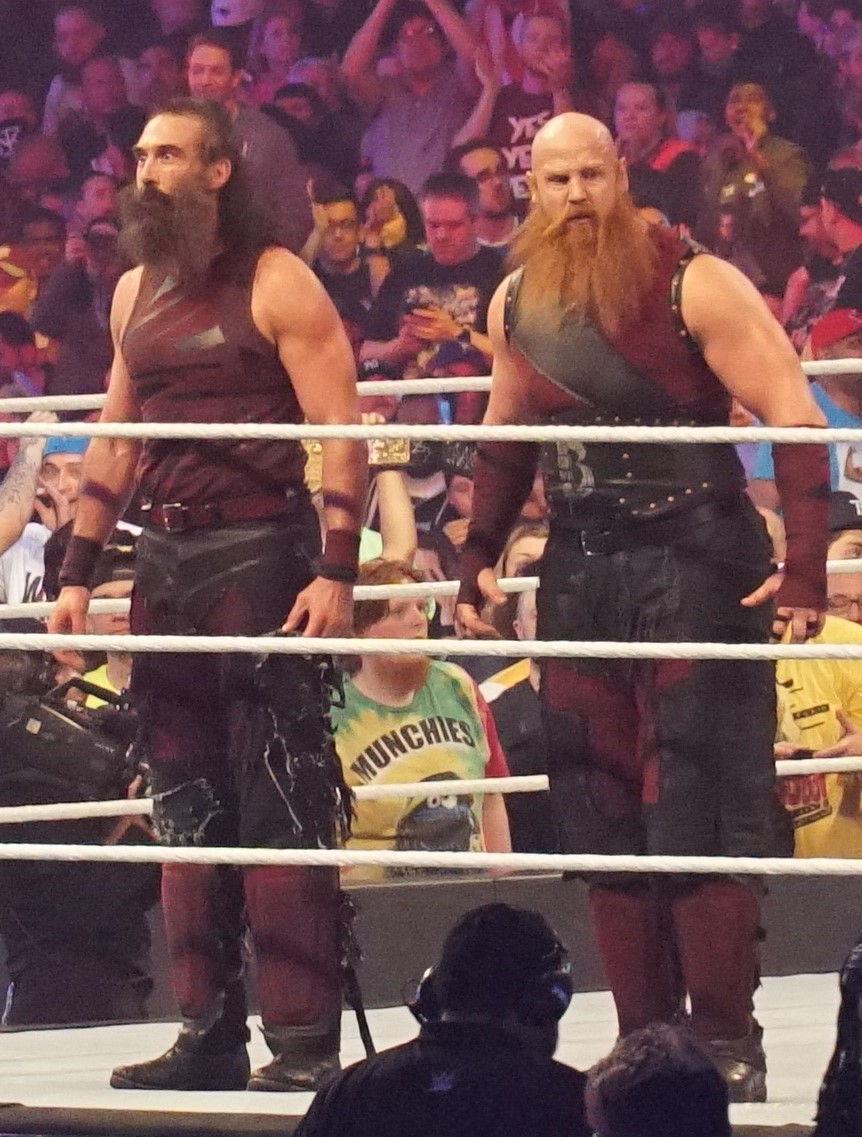

블러젼 브라더스(Bludgeon Brothers)는 와이어트 패밀리 출신 루크 하퍼와 에릭 로완이 2017년 10월 새로운 캐릭터로 변신하면서 만들어진 악역 태그팀이다. 더블 피니쉬는 더블 크루스픽스 파워밤으로 사용을 한다. 무려 하나라고 한다. 그리고 2017년 11월 21일 WWE 스맥다운에서 공식적인 등장을 한다. 그 당시 WWE 선역 상대는 하이퍼 브로스라는 있는데 무려 1분 24초만에 빨리 끝나버리고 만다.(하이퍼 브로스가 너무 약골이라서 그런지 지기만 하다.)2017년 11월 28일 WWE 스맥다운에서도 하이퍼 브로스 상대로 무려 44초만에 빨리 이겨버렸다.(그러다가 모조 롤리가 잭 라이더가 인터뷰 중에서 라이더가 롤리탓이라며 얘기 듣자 화가난 롤리가 라이더한테 공격을 하면서 끝내 악역이 되었다. 이렇게 하이퍼 브로스는 해체되고 만다.)2017년 12월 5일 WWE 스맥다운에서는 인디 프로레슬링선수만 상대를 하고 있다가 그러면서 WWE 클래쉬 오브 챔피언스 2017에서 브리장고(판당고, 타일러 브리즈)상대로 1분 56초만에 빨리 끝내고 만다. 2017년 12월 26일 말쯤이돼서야 WWE 스맥다운에서 브리장고 다시한번 대결을 하다가 끝내 더 어센션이 난입을 하면서 DQ하게 된다!! 2018년 1월 2일 WWE 스맥다운에서 판당고, 타일러까지 공격을 하고 급기야 더 어세션도 제압을 하고 다음날에서는 2018년 1월 9일 WWE 스맥다운에서 끝내 이기고만다. 2018년 1월 15일부터는 아예 자버를 잡다가 그러다가 2018년 2월 28일 WWE 스맥다운에서 우소즈, 뉴 데이를 난입을 했지만 그러나 뉴 데이, 우소가 자연스럽게 링에서 밖으로 나간다. WWE 패스트 레인 2018에서 뉴 데이, 우소즈를 공격을 한다. 2018년 3월 ~ 4월까지는 뉴 데이, 우소즈라는 대립을 하고 있다가 WWE 레슬매니아 34에서 끝내 획득하고 만다!! WWE 그레이시티드 로얄 럼블 2018에서 우소라는 타이틀 방어를 하고 그리고 5월 ~ 6월까지는 더 클럽이라는 대립을 하다가 WWE 머니 인 더 뱅크 2018에서 방어를 한다. 2018년 6월 26일 케인이 복귀하면서 당하고 난 뒤 2018년 6월 ~ 7월까지는 케인 & 다니엘 브라이언이랑 일명 팀 헬 노라는 대립이 이여진다. WWE 익스트림 룰즈 2018에서 끝내 방어를 한다. WWE 썸머슬램 2018에서 DQ로 방어를 했으나... 2018년 8월 21일 다음날 WWE 스맥다운에서 타이틀을 잃게 된다.

## 프로레슬링
- 프로레슬링 기술

- - 루크 하퍼
    - 디스쿠스 크로스라인, 트럭스톱(스피닝 사이드 슬램)

- - 에릭 로완
    - 스피닝 파워슬램